# Progressione del record mondiale del lancio del disco femminile

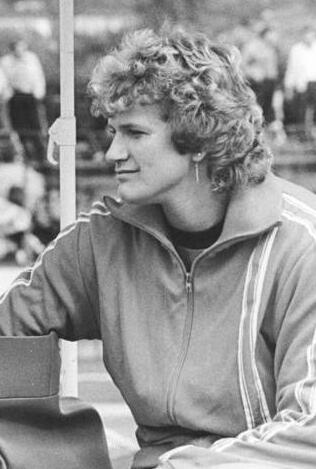
Gabriele Reinsch, detentrice del record mondiale della specialità

La voce seguente illustra la progressione del record mondiale del lancio del disco femminile di atletica leggera.
Il primo record mondiale femminile venne riconosciuto dalla federazione internazionale di atletica leggera nel 1923. Ad oggi, la World Athletics ha ratificato ufficialmente 55 record mondiali di specialità.

## Progressione
| Misura   | Atleta                 | Nazione          | Luogo | Data              | Note |
| -------- | ---------------------- | ---------------- | --- | ----------------- | ---- |
| 27,39 m  | Yvonne Tembouret       | Francia          | Parigi, Francia | 23 settembre 1923 |      |
| 27,70 m  | Lucie Petit-Diagre     | Francia          | Parigi, Francia | 14 luglio 1924    |      |
| 28,325 m | Lucie Petit-Diagre     | Belgio           | Bruxelles, Belgio | 21 luglio 1924    |      |
| 30,225 m | Lucienne Velu          | Francia          | Parigi, Francia | 14 settembre 1924 |      |
| 31,15 m  | Maria Vidlaková        | Cecoslovacchia   | Praga, Cecoslovacchia | 11 ottobre 1925   |      |
| 34,15 m  | Halina Konopacka       | Polonia          | Varsavia, Polonia | 23 maggio 1926    |      |
| 38,34 m  | Milly Reuter           | Germania         | Braunschweig, Germania | 22 agosto 1926    |      |
| 39,18 m  | Halina Konopacka       | Polonia          | Varsavia, Polonia | 4 settembre 1927  |      |
| 39,62 m  | Halina Konopacka       | Polonia          | Amsterdam, Paesi Bassi | 31 luglio 1928    |      |
| 40,345 m | Jadwiga Wajs           | Polonia          | Pabianice, Polonia | 15 maggio 1932    |      |
| 40,39 m  | Jadwiga Wajs           | Polonia          | Łódź, Polonia | 16 maggio 1932    |      |
| 40,84 m  | Grete Heublein         | Germania         | Hagen, Germania | 19 giugno 1932    |      |
| 42,43 m  | Jadwiga Wajs           | Polonia          | Łódź, Polonia | 19 giugno 1932    |      |
| 43,08 m  | Jadwiga Wajs           | Polonia          | Królewska Huta, Polonia | 15 luglio 1933    |      |
| 43,795 m | Jadwiga Wajs           | Polonia          | Londra, Regno Unito | 11 agosto 1934    |      |
| 44,34 m  | Gisela Mauermayer      | Germania         | Ulma, Germania | 2 giugno 1935     |      |
| 44,76 m  | Gisela Mauermayer      | Germania         | Norimberga, Germania | 4 giugno 1935     |      |
| 45,53 m  | Gisela Mauermayer      | Germania         | Monaco, Germania | 23 giugno 1935    |      |
| 46,10 m  | Gisela Mauermayer      | Germania         | Jena, Germania | 29 giugno 1935    |      |
| 47,12 m  | Gisela Mauermayer      | Germania         | Dresda, Germania | 25 agosto 1935    |      |
| 48,31 m  | Gisela Mauermayer      | Germania         | Berlino, Germania | 11 luglio 1936    |      |
| 53,25 m  | Nina Dumbadze          | Unione Sovietica | [[File: Flag of the Soviet Union (1936 – 1955).svg\|class=noviewer\| Unione Sovietica (bandiera)\|border\|20x16px]] Mosca, Unione Sovietica   | 8 agosto 1948     |      |
| 53,37 m  | Nina Dumbadze          | Unione Sovietica | [[File: Flag of the Soviet Union (1936 – 1955).svg\|class=noviewer\| Unione Sovietica (bandiera)\|border\|20x16px]] Gori, Unione Sovietica    | 27 maggio 1951    |      |
| 53,61 m  | Nina Romaškova         | Unione Sovietica | [[File: Flag of the Soviet Union (1936 – 1955).svg\|class=noviewer\| Unione Sovietica (bandiera)\|border\|20x16px]] Odessa, Unione Sovietica  | 9 agosto 1952     |      |
| 57,04 m  | Nina Dumbadze          | Unione Sovietica | [[File: Flag of the Soviet Union (1936 – 1955).svg\|class=noviewer\| Unione Sovietica (bandiera)\|border\|20x16px]] Tbilisi, Unione Sovietica | 18 ottobre 1952   |      |
| 57,15 m  | Tamara Press           | Unione Sovietica | Roma, Italia | 12 settembre 1960 |      |
| 57,43 m  | Tamara Press           | Unione Sovietica | Mosca, Unione Sovietica | 15 luglio 1961    |      |
| 58,06 m  | Tamara Press           | Unione Sovietica | Sofia, Bulgaria | 1º settembre 1961 |      |
| 58,98 m  | Tamara Press           | Unione Sovietica | Londra, Regno Unito | 20 settembre 1961 |      |
| 59,29 m  | Tamara Press           | Unione Sovietica | Mosca, Unione Sovietica | 18 maggio 1963    |      |
| 59,70 m  | Tamara Press           | Unione Sovietica | Mosca, Unione Sovietica | 11 agosto 1965    |      |
| 61,26 m  | Liesel Westermann      | Germania Ovest   | San Paolo, Brasile | 5 novembre 1967   |      |
| 61,64 m  | Christine Spielberg    | Germania Est     | Regis-Breitingen, Germania Est | 26 maggio 1968    |      |
| 62,54 m  | Liesel Westermann      | Germania Ovest   | Werdohl, Germania Ovest | 24 luglio 1968    |      |
| 62,70 m  | Liesel Westermann      | Germania Ovest   | Berlino Est, Germania Est | 18 giugno 1969    |      |
| 63,96 m  | Liesel Westermann      | Germania Ovest   | Amburgo, Germania Ovest | 27 settembre 1969 |      |
| 64,22 m  | Faïna Mel'nyk          | Unione Sovietica | Helsinki, Finlandia | 12 agosto 1971    |      |
| 64,88 m  | Faïna Mel'nyk          | Unione Sovietica | Monaco, Germania Ovest | 4 settembre 1971  |      |
| 65,42 m  | Faïna Mel'nyk          | Unione Sovietica | Mosca, Unione Sovietica | 31 maggio 1972    |      |
| 65,48 m  | Faïna Mel'nyk          | Unione Sovietica | Augusta, Germania Ovest | 24 giugno 1972    |      |
| 66,76 m  | Faïna Mel'nyk          | Unione Sovietica | Mosca, Unione Sovietica | 4 agosto 1972     |      |
| 67,32 m  | Argentina Menis        | Romania          | Costanza, Romania | 23 settembre 1972 |      |
| 67,44 m  | Faïna Mel'nyk          | Unione Sovietica | Riga, Unione Sovietica | 25 maggio 1973    |      |
| 67,58 m  | Faïna Mel'nyk          | Unione Sovietica | Mosca, Unione Sovietica | 10 luglio 1973    |      |
| 69,48 m  | Faïna Mel'nyk          | Unione Sovietica | Edimburgo, Regno Unito | 7 settembre 1973  |      |
| 69,90 m  | Faïna Mel'nyk          | Unione Sovietica | Praga, Cecoslovacchia | 27 maggio 1974    |      |
| 70,20 m  | Faïna Mel'nyk          | Unione Sovietica | Zurigo, Svizzera | 20 agosto 1975    |      |
| 70,50 m  | Faïna Mel'nyk          | Unione Sovietica | Soči, Unione Sovietica | 24 aprile 1976    |      |
| 70,72 m  | Evelin Jahl            | Germania Est     | Dresda, Germania Est | 12 agosto 1978    |      |
| 71,50 m  | Evelin Jahl            | Germania Est     | Potsdam, Germania Est | 10 maggio 1980    |      |
| 71,80 m  | Marija Vergova-Petkova | Bulgaria         | Sofia, Bulgaria | 13 luglio 1980    |      |
| 73,26 m  | Galina Savinkova       | Unione Sovietica | Leselidze, Unione Sovietica | 22 maggio 1983    |      |
| 73,36 m  | Irina Meszynski        | Germania Est     | Praga, Cecoslovacchia | 17 agosto 1984    |      |
| 74,56 m  | Zdeňka Šilhavá         | Cecoslovacchia   | Nitra, Cecoslovacchia | 26 agosto 1984    |      |
| 76,80 m  | Gabriele Reinsch       | Germania Est     | Neubrandenburg, Germania Est | 9 luglio 1988     |      |